# Synodalité
La synodalité (du mot « synode », formé du grec σύν « ensemble » et ὁδός « chemin, voyage ») est la manière dont l'Église catholique fait participer à sa mission les différentes entités qui la composent. Il s'agit d'un processus de collaboration et de discernement auquel sont dédiés des organismes comme le Synode des évêques. Préconisée par le pape François, elle a été en 2023-2024 au centre du Synode sur la synodalité.

## Présentation
La Commission théologique internationale du Saint-Siège déclare que la synodalité, lorsqu'elle concerne l'Église catholique, constitue « le modus vivendi et operandi spécifique de l'Église, le peuple de Dieu, qui révèle et donne de la substance à son être en tant que communion lorsque tous ses membres voyagent ensemble, se réunissent en assemblée et prennent une part active à sa mission d'évangélisation ». La synodalité « se réfère également à l'implication et à la participation de tout le peuple de Dieu dans la vie et la mission de l'Église ». Le Dicastère pour la promotion de l'unité des chrétiens note que le terme synodalité  « fait référence à la participation active de tous les fidèles à la vie et à la mission de l'Église ».
La synodalité est considérée comme l'un des mots-clés qui caractérisent le pontificat du pape François,.
Elle constitue le thème central du Synode sur la synodalité (2023-2024).

### En langue française
- Commission théologique internationale, « La synodalité dans la vie et dans la mission de l'Église », mars 2018
- François Euvé, « Poursuivre le chemin synodal », Études n° 4303, avril 2023
- Arnaud Join-Lambert, « Si l’Église d’Allemagne arrêtait le processus synodal, elle renoncerait à sa mission », La Croix, 21 février 2024
- Giampaolo Mattei, « La synodalité, une conversion pour être plus missionnaire », Vatican News, 26 octobre 2024

### Autres langues
- (en) Eugenio Corecco, « Ontology of Synodality », Canon Law and Communio,‎ 1999, p. 341 (lire en ligne)
- Massimo Faggioli, « From Collegiality to Synodality: Promise and Limits of Francis's 'Listening Primacy' », Irish Theological Quarterly, vol. 85, no 4,‎ 27 avril 2020, p. 352–369 (ISSN 0021-1400, DOI 10.1177/0021140020916034, S2CID 219064703)
- (en) Moira McQueen, Walking Together: A Primer on the New Synodality, Twenty-Third Publications, 31 janvier 2022 (ISBN 978-1-62785-692-8)
- John A. Renken, « Synodality: A Constitutive Element of the Church », Studia Canonica, vol. 52, no 1,‎ 2018, p. 5–44 (ISSN 2295-3027, DOI 10.2143/STC.52.1.3285212)
- Elissa Roper, « Synodality: A process committed to transformation », The Australasian Catholic Record, vol. 95, no 4,‎ octobre 2018, p. 412–423 (lire en ligne)
- Lawrence J. Welch, « Collegiality, Synodality, and the Synod of Bishops », Nova et Vetera, vol. 13, no 3,‎ été 2015, p. 787–813 (lire en ligne)